# Eumelea obliquifascia
Eumelea obliquifascia là một loài bướm đêm trong họ Geometridae.